# 西恋ヶ窪
西恋ヶ窪（にしこいがくぼ）は、東京都国分寺市の町名。現行の行政地名は西恋ヶ窪一丁目から西恋ヶ窪四丁目。郵便番号は185-0013。

## 地理
国分寺市の中南部に位置する。北は戸倉及び東戸倉、東は東恋ヶ窪、南は泉町及び府中市武蔵台、西は日吉町に隣接する。町内は主に住宅地として利用されている。

### 概要
かつての恋ヶ窪用水の跡が残る。
JR西国分寺駅の北側に位置する。
「恋ヶ窪」を冠する西武国分寺線の恋ヶ窪駅は、当地や東恋ヶ窪ではなく、戸倉に所在する。

### 地価
住宅地の地価は2014年（平成26年）1月1日に公表された公示地価によれば西恋ヶ窪2丁目9番28外の地点で32万6000円/m2となっている。

## 歴史
「恋ヶ窪」の由来には、鎌倉時代の武士と遊女の悲恋伝説、武蔵国国府に近い窪（国府の窪）からの転訛、鯉がいる池（窪）がかつてあった等の諸説ある。　

## 世帯数と人口
2017年（平成29年）12月1日時点の世帯数と人口は以下の通りである。
| 丁目            | 世帯数    | 人口    |
| --------------- | --------- | ------- |
| 西恋ヶ窪 一丁目 | 1,096世帯 | 2,151人 |
| 西恋ヶ窪 二丁目 | 437世帯   | 806人   |
| 西恋ヶ窪 三丁目 | 899世帯   | 1,631人 |
| 西恋ヶ窪 四丁目 | 532世帯   | 1,221人 |
| 計              | 2,964世帯 | 5,809人 |

## 小・中学校の学区
市立小・中学校に通う場合、学区は以下の通りとなる。
| 丁目            | 番地                                                          | 小学校     | 中学校     | 選択可能校            |
| --------------- | ------------------------------------------------------------- | ---------- | ---------- | --------------------- |
| 西恋ヶ窪 一丁目 | 1〜3番地 5〜7番地 10番地の1〜17、36〜44 12番地の1〜37、45〜46 | 第七小学校 | 第二中学校 | 第九小学校 第一中学校 |
| 西恋ヶ窪 一丁目 | その他                                                        | 第九小学校 | 第一中学校 |                       |
| 西恋ヶ窪 二丁目 | 全域                                                          | 第九小学校 | 第一中学校 |                       |
| 西恋ヶ窪 三丁目 | 全域                                                          | 第九小学校 | 第一中学校 |                       |
| 西恋ヶ窪 四丁目 | 全域                                                          | 第九小学校 | 第一中学校 |                       |

## 交通

### 鉄道
| 隣接する街区の駅                        |
| --------------------------------------- |
| JR中央線 JR武蔵野線 - 西国分寺駅(JM 33) |

### バス
- 立川バス上水営業所が、周辺のバス路線を運行している。

### 道路
- 東京都道17号所沢府中線（府中街道）
- 東京都道222号国立停車場恋ヶ窪線

## 施設
- 国分寺市立第九小学校
- サイゼリヤ西国分寺店　(閉店・2017年1月時点では駐車場)
- 夢庵西国分寺店
- グラッチェガーデンズ西国分寺店
- いなげやina21国分寺西恋ヶ窪店
- 熊野神社